# Метод невизначених множників

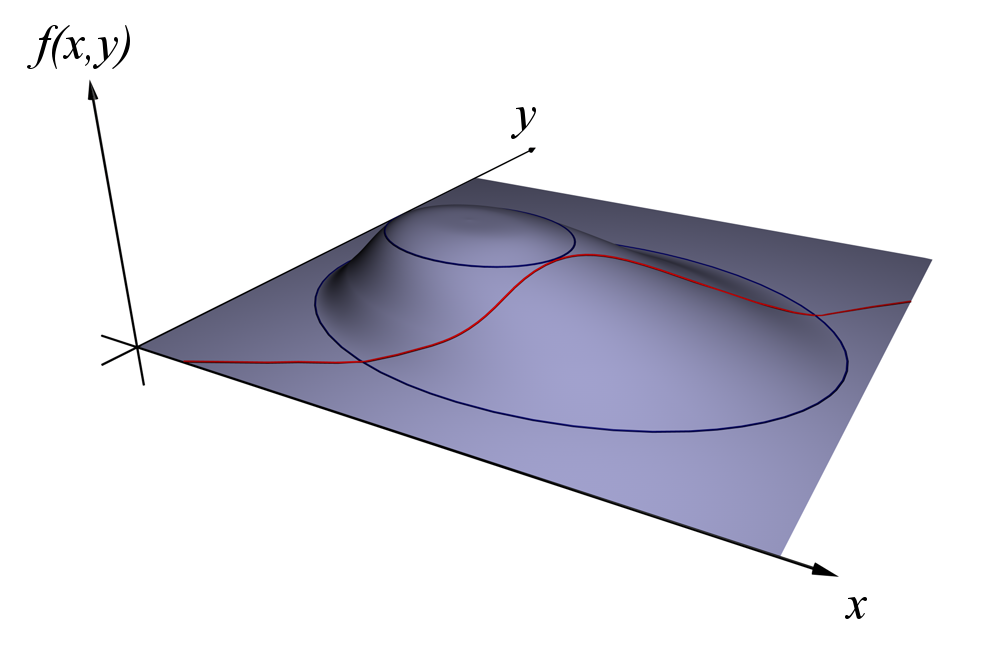
Знайти x і y, що максимізують f(x, y) за умови, що g(x, y) = c (показана червоним).

Метод невизначених множників або метод невизначених множників Лагранжа — метод знаходження умовного локального екстремуму, запропонований італійським математиком Жозефом-Луї Лагранжем. Метод дозволяє звести задачу з пошуку умовного екстремуму до задачі на знаходження безумовного екстремуму.

## Задача
Нехай потрібно знайти екстремум функції n змінних {\displaystyle F(x_{1},x_{2},\ldots ,x_{n})} за s умов
{\displaystyle g_{i}(x_{1},x_{2},\ldots ,x_{n})=0}, де {\displaystyle i=1,2,\ldots ,s}.

## Опис методу
Вводячи s невизначених множників Лагранжа {\displaystyle \lambda _{i}}, побудуємо функцію Лагранжа
{\displaystyle \Phi (x_{1},x_{2},\ldots ,x_{n},\lambda _{1},\lambda _{2},\ldots ,\lambda _{s})=F(x_{1},x_{2},\ldots ,x_{n})-\sum _{i=1}^{s}\lambda _{i}g_{i}(x_{1},x_{2},\ldots ,x_{n})}.
Задача знаходження умовного оптимуму зводиться до розв'язування системи n+s рівнянь із n+s змінними:
{\displaystyle {\frac {\partial \Phi (x_{1},x_{2},\ldots ,x_{n},\lambda _{1},\lambda _{2},\ldots ,\lambda _{s})}{\partial x_{i}}}=0,\qquad i=1,2,\ldots ,n},
{\displaystyle {\frac {\partial \Phi (x_{1},x_{2},\ldots ,x_{n},\lambda _{1},\lambda _{2},\ldots ,\lambda _{s})}{\partial \lambda _{j}}}=g_{j}(x_{1},x_{2},\ldots ,x_{n})=0,\qquad j=1,2,\ldots ,s}.

## Використання
Метод невизначених множників Лагранжа широко використовується в математичній і теоретичній фізиці. За допомогою цього методу отримані рівняння Лагранжа першого роду, які дозволяють формально ввести сили реакції в фізичні задачі із в'язями. Невизначені множники Лагранжа використовує також варіаційний метод в квантовій механіці.

## Приклад

### Приклад 1
Знайти прямокутник із найбільшою площею за заданого периметра p.

#### Розв'язок
Позначимо сторони прямокутника x та y. Потрібно знайти максимум функції
{\displaystyle S=xy}
за умови
{\displaystyle 2x+2y=p}.
Вводимо множник Лагранжа {\displaystyle \lambda } і шукаємо безумовний екстремум функції
{\displaystyle F(x,y,\lambda )=xy-\lambda (2x+2y-p)}
Беручи похідні отримуємо систему рівнянь
{\displaystyle {\frac {\partial F(x,y,\lambda )}{\partial x}}=y-2\lambda =0}
{\displaystyle {\frac {\partial F(x,y,\lambda )}{\partial y}}=x-2\lambda =0}
{\displaystyle {\frac {\partial F(x,y,\lambda )}{\partial \lambda }}=2x+2y-p=0}
Підставляючи значення {\displaystyle y=2\lambda } та {\displaystyle x=2\lambda } в останнє рівняння, отримуємо
{\displaystyle \lambda ={\frac {p}{8}}}
{\displaystyle x=y={\frac {p}{4}}}.
{\displaystyle S_{max}={\frac {p^{2}}{16}}}
Отже, найбільшу площу серед прямокутників із заданим периметром має квадрат.

### Приклад 2

Ілюстрація задачі оптимізації з обмеженнями

Цей приклад вимагає складніших обчислень, але це все ще задача з одним обмеженням.
Припустимо, що потрібно знайти найбільші значення
{\displaystyle f(x,y)=x^{2}y}
за умови, що {\displaystyle x}- і {\displaystyle y}-координати лежать на колі з центром в початку координат з радіусом {\displaystyle {\sqrt {3}}}. Тобто з таким обмеженням
{\displaystyle g(x,y)=x^{2}+y^{2}-3=0.}
Через те, що маємо лише одне обмеження, то маємо і лише один множник, скажімо {\displaystyle \lambda }.
Обмеження {\displaystyle g(x,y)} тотожна нулю на колі радіуса {\displaystyle {\sqrt {3}}}. Будь-яке кратне {\displaystyle g(x,y)} можна додати до {\displaystyle g(x,y)} не змінивши при цьому {\displaystyle g(x,y)} у цікавій нам області (на колі, що задовольняє наше обмеження).
{\displaystyle {\begin{aligned}{\mathcal {L}}(x,y,\lambda )&=f(x,y)+\lambda \cdot g(x,y)\\&=x^{2}y+\lambda (x^{2}+y^{2}-3).\end{aligned}}}
звідки ми можемо порахувати градієнт:
{\displaystyle {\begin{aligned}\nabla _{x,y,\lambda }{\mathcal {L}}(x,y,\lambda )&=\left({\frac {\partial {\mathcal {L}}}{\partial x}},{\frac {\partial {\mathcal {L}}}{\partial y}},{\frac {\partial {\mathcal {L}}}{\partial \lambda }}\right)\\&=\left(2xy+2\lambda x,x^{2}+2\lambda y,x^{2}+y^{2}-3\right).\end{aligned}}}
І отже:
{\displaystyle \nabla _{x,y,\lambda }{\mathcal {L}}(x,y,\lambda )=0\quad \iff \quad {\begin{cases}2xy+2\lambda x=0\\x^{2}+2\lambda y=0\\x^{2}+y^{2}-3=0\end{cases}}\quad \iff \quad {\begin{cases}x(y+\lambda )=0&{\text{(i)}}\\x^{2}=-2\lambda y&{\text{(ii)}}\\x^{2}+y^{2}=3&{\text{(iii)}}\end{cases}}}
(iii) це наше вихідне обмеження. (i) означає, що {\displaystyle x=0} або {\displaystyle \lambda =-y}. Якщо {\displaystyle x=0} тоді з (iii) {\displaystyle y=\pm {\sqrt {3}}} і далі {\displaystyle \lambda =0} з (ii). Якщо ж {\displaystyle \lambda =-y}, підставляючи у (ii) маємо {\displaystyle x^{2}=2y^{2}}. Підставляючи у (iii) і розв'язуючи щодо {\displaystyle y} маємо {\displaystyle y=\pm 1}. Отже існує шість критичних точок {\displaystyle {\mathcal {L}}}:
{\displaystyle ({\sqrt {2}},1,-1);\quad (-{\sqrt {2}},1,-1);\quad ({\sqrt {2}},-1,1);\quad (-{\sqrt {2}},-1,1);\quad (0,{\sqrt {3}},0);\quad (0,-{\sqrt {3}},0).}
Обчислюючи функцію мети в цих точках знаходимо, що
{\displaystyle f(\pm {\sqrt {2}},1)=2;\quad f(\pm {\sqrt {2}},-1)=-2;\quad f(0,\pm {\sqrt {3}})=0.}
Отже, функція мети досягає глобального максимуму (за умови обмеження) у {\displaystyle (\pm {\sqrt {2}},1)} і глобального мінімуму в {\displaystyle (\pm {\sqrt {2}},-1).} Точка {\displaystyle (0,{\sqrt {3}})} це локальний мінімум {\displaystyle f,} а {\displaystyle (0,-{\sqrt {3}})} це локальний максимум {\displaystyle f,} що можна побачити використавши обрамлену матрицю Гесе для {\displaystyle {\mathcal {L}}(x,y,0)}.
Зауважте, що хоча {\displaystyle ({\sqrt {2}},1,-1)} це критична точка {\displaystyle {\mathcal {L}}}, це не локальний екстремум {\displaystyle {\mathcal {L}}.} Маємо, що
{\displaystyle {\mathcal {L}}\left({\sqrt {2}}+\varepsilon ,1,-1+\delta \right)=2+\delta \left(\varepsilon ^{2}+\left(2{\sqrt {2}}\right)\varepsilon \right).}
Маючи будь-який окіл {\displaystyle ({\sqrt {2}},1,-1)}, можна вибрати мале додатне {\displaystyle \varepsilon } і мале {\displaystyle \delta } будь-якого знаку, щоб отримати значення {\displaystyle {\mathcal {L}}} як більше так і менше ніж {\displaystyle 2}. Це можна також побачити з того, що матриця Гесе для {\displaystyle {\mathcal {L}}} обчислена в цій точці (та й в будь-якій іншій знайденій критичній точці) являє собою невизначену матрицю. Кожна з критичних точок {\displaystyle {\mathcal {L}}} це сідлова точка {\displaystyle {\mathcal {L}}}.